# Поляризоване реле

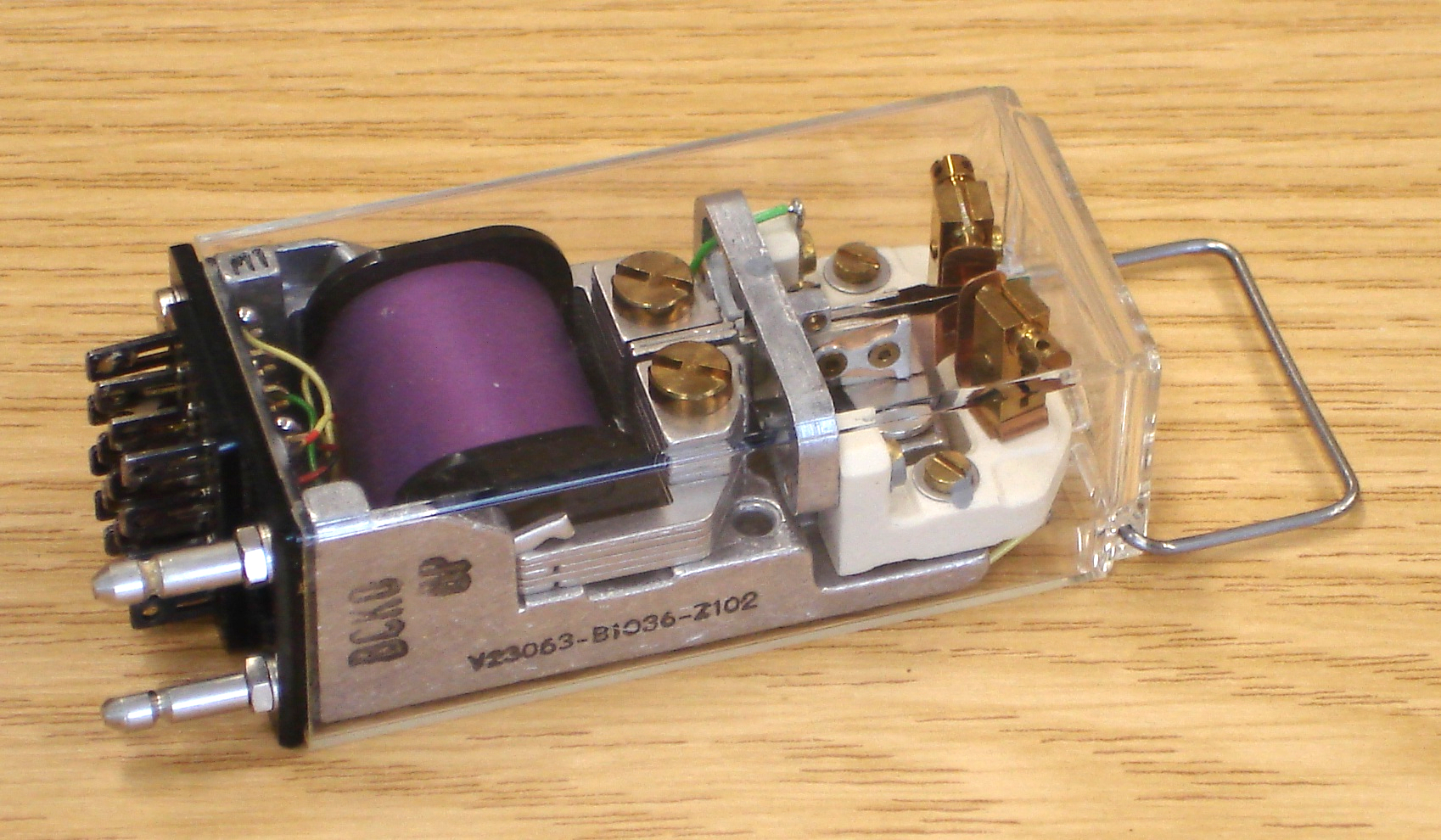
Телеграфне поляризоване реле

Поляризоване електромагнітне реле — електромагнітне реле з трьома положеннями, відрізняється від нейтрального реле наявністю постійного магніту. У реле два магнітних потоки: робочий, створюваний обмотками, по яких протікає струм, і поляризуючий, створюваний постійним магнітом.
Поляризоване реле складається з сталевого сердечника (ярма) з двома котушками, рухомого сталевого якоря, що має контакти ліворуч і праворуч, двох рухомих контактів і постійного магніту.
В залежності від стану контактів за відсутності струму в котушках поляризовані реле поділяються на:
- двопозиційні — контакти лишаються в стані, який був встановлений останньою подачею сигналу перемикання на одну з котушок реле;
- трипозиційні — контакти реле роз'єднуються після зняття сигналу перемикання з котушок реле.

Якір цього реле може займати два (в двопозиційному) або три (в трипозиційному) положення:
- Якщо струму в обмотках електромагніту немає, якір знаходиться в нейтральному, середньому положенні; так як це положення нестійке, якір утримується в ньому спеціальними пружинами. Якщо зняти пружини, то реле перетвориться в двопозиційне.
- При проходженні постійного струму визначеного напрямку магнітний потік електромагніту в одній частині сердечника буде складатися з магнітним потоком постійного магніту, а інший — відніматися з нього, якір притягується до полюса, в якому магнітний потік більший.

Поляризовані реле мають високу чутливість, великий коефіцієнт посилення і малий час спрацьовування, тому їх застосовують у схемах малопотужної автоматики в випадках, коли потрібна велика чутливість або швидкодія.